# Jacques-Pierre Amette
Jacques-Pierre Amette (født 18. maj 1943 i Saint-Pierre-sur-Dives) er en fransk forfatter, der i 2003 fik Goncourtprisen for romanen La Maîtresse de Brecht.